# 瓦爾德巴赫河 (北萊茵-威斯特法倫州)
50°46′50″N 6°25′56″E / 50.7806361111°N 6.4323250000°E
瓦爾德巴赫河（德語：Waldbach），是德國的河流，位於該國西部，處於北萊茵-威斯特法倫州，屬於魯爾河的支流，河道全長3.4公里，流經迪倫地區。